# Coryphopteris diaphana
Coryphopteris diaphana là một loài thực vật có mạch trong họ Thelypteridaceae. Loài này được (Brause) Holttum mô tả khoa học đầu tiên năm 1976.